# Omaha osztály
Az Omaha osztály az Egyesült Államok Haditengerészete (US Navy) 10 egységből álló, 1918-1924 között megépített könnyűcirkáló típusa volt, az első nagy sorozatú, elkészültük idején modernnek számító amerikai könnyűcirkálók voltak. Az 1941. december 7-i Pearl Harbor elleni japán támadáskor az 1935-1938 között megépült 9 darab nagyméretű Brooklyn osztályú egység mellett az Omaha osztály adta az US Navy könnyűcirkáló erőit. Az Omaha osztály akkor már elavultnak számító hajóit 1945-1946 között vonta ki az US Navy a szolgálatból. Egyikük, a USS Milwaukee (CL-5) 1944-1949 között a Szovjet Haditengerészet Északi Flottájának állományában szolgált, Murmanszk néven, 1949-ben a szovjetek visszaszolgáltatták az Egyesült Államoknak, majd testvérhajóihoz hasonlóan szintén lebontották.
Az Omaha osztály tagjaiː USS Omaha (CL-4), USS Milwaukee (CL-5), USS Cincinnati (CL-6), USS Raleigh (CL-7), USS Detroit (CL-8), USS Richmond (CL-9), USS Concord (CL-10), USS Trenton (CL-11), USS Marblehead (CL-12), USS Memphis (CL-13). Könnyűcirkálókként sorolták be őket, CL (cruiser light) jelzéssel, CL-4 és CL-13 közötti lajstromszámmal.

## Dizájn és pályafutás
Az US Navy az Atlanti Flotta (US Atlantic Fleet) 1915-ös hadgyakorlatai során realizálta, hogy egyáltalán nem rendelkezik modern, gyors, erős fegyverzetű könnyűcirkálókkal, a  legmodernebb hasonló egységei, a Chester osztály 3 darab, felderítő cirkálónak (scout cruiser) kategorizált egysége egyszerre volt kis méretű, gyenge fegyverzetű és lassú, vagyis harcértékben messze alulmúlta a rivális tengeri hatalmak hasonló egységeit. A rendelkezésre álló amerikai védett cirkálók, a Cincinnati osztály (2 egység), a Columbia osztály (2 egység), a Denver osztály (6 egység) és a St Loius osztály (3 egység), valamint USS Olympia (C-6) védett cirkálók (portected cruiser) pedig a gyors technikai fejlődés miatt az I. világháború időszakára teljesen elavultnak számítottak.
Az Omaha osztályt az US Navy I. világháború alatti, 1916-os flottafejlesztési terve keretében építették. Az eredeti elképzelés egy 7000 tonna körüli sztenderd vízkiszorítású, 35 csomós maximális sebességre képes felderítő cirkáló (scout cruiser) megalkotása volt. Feladata a saját flotta dreadnought csatahajókból álló főereje számára végzett felderítés, az ellenséges cirkálók felderítő feladatainak akadályozása, a tengeri összeköttetési vonalak ellenőrzése és biztosítása ("cirkálás"), valamint az ellenséges könnyűcirkálók és rombolók leküzdése. A hajótest a korabeli amerikai sima fedélzetes, négykéményes (flush-deck, four piper) 1154-1215 t sztenderd vízkiszorítású rombolók, a Wickes (111 egység) és a Clemson (156 egység) osztályok hajótestének kialakításán alapult, erősen felnagyított méretekben. Az Omaha osztály könnyűcirkálói külső megjelenésükben is szándékosan hasonlítottak ezekre a rombolókra, hogy megtévesszék az ellenséget.
Az Omaha osztály 10 egységét bevallottan a brit Királyi Haditengerészet (Royal Navy) 28 darab C-osztályú könnyűcirkálójának ellensúlyozására szánták. Az első, eleve olajtüzelésűre tervezett amerikai cirkálóknak tekinthetőek.
Az Omaha osztály első három egysége (CL-4, CL-5, CL-6) a Todd Dry Dock and Construction Company, Tacoma, Washington hajógyárban, további kettő (CL-7, CL-8) a Bethlehem Shipbuilding Corporation, Fore River Shipyard, Quincy, Massachusetts üzemében, végül a maradék (CL-9, CL-10, CL-11, CL-12, CL-13) a William Cramp & Sons, Philadelphia hajógyárban épült meg.
Az Omaha osztály a hajók méretéhez képest túl nehéz fegyverzetet hordozott, erősen túlterhelt, könnyűszerkezetes dizájnnak bizonyult, a tatnál alacsony szabad oldalmagasság miatt pedig kifejezetten „nedves” hajóknak bizonyultak, a tengervíz már közepes hullámzásnál is beömlött az alacsonyan lévő hátsó kazamaták és az alsó torpedóindító berendezések nyílásain. Ezeket később el is kellett távolítani és helyüket belemezelték. Pályafutásuk során felépítményeik méretét növelték. Erős hullámzásnál a üzemanyaguk rendszeresen tengervízzel kontaminálódott. A legénység számára rendkívül szűkös, mostoha elhelyezési feltételeket kínáltak, nem volt megoldott a megfelelő szellőztetés és fűtés sem, nyáron meleg, télen hideg hajóknak bizonyultak.
Az amerikai nehézcirkálók, a Pensacola osztály (2 egység), a Northampton osztály (6 egység), a Portland osztály (2 egység), a New Orleans osztály (7 egység) és a USS Wichita (CA-45) fokozatos szolgálatba állításával az önálló cirkálófeladatokat ezek az Omaha osztálynál jóval nagyobb méretű és harcértékű egységek vették át, az Omahák feladata pedig az US Navy főerejét képező 12 db csatahajóból álló csataflotta (United States Battle Fleet) és rombolóik kísérete lett.
1940-ben terv született az Omaha osztály modernizációjára, légvédelmi cirkálókká akarták átépíteni őket, a két kétágyús fő lövegtorony meghagyása mellett leszerelték volna a kazamatás 152 mm-es lövegeket, ezek helyett 7 db 127 mm L/38 gyorstüzelő kettős rendeltetésű, tengeri és légi célok leküzdésére egyaránt alkalmas löveget kaptak volna (ez a típus volt az amerikai csatahajók, nehézcirkálók, modern könnyűcirkálók és légvédelmi cirkálók sztenderd nehéz légvédelmi fegyverzete), továbbá 24 db (6x4) 28 mm-es légvédelmi gépágyúval is ellátták volna őket. Azonban stabilitási problémák merültek fel az új fegyverzet esetén, ezért a modernizációt törölték.
A II. világháborúba történt amerikai belépéskor az Omaha osztály egységei valós harcérték, azaz tűzerő és páncélzat terén az összes szolgálatban álló japán könnyűcirkálót, a Tenrju osztályt (2 egység), a Kuma osztályt (5 egység), a Nagara osztályt (6 egység) és Szendai osztályt (3 egység), valamint az egyedi építésű Júbarit egyértelműen felülmúlták. Azonban más tengeri nagyhatalmak modern, nagyobb méretű, erősebb fegyverzetű és páncélzatú könnyűcirkálóihoz képest már elavultnak számítottak.
A II. világháborút az osztály mind a 10 egysége szerencsésen túlélte, a USS Raleigh (CL-7) a Pearl Harbor elleni japán támadáskor 1941. december 7-én torpedótalálattól súlyosan megrongálódott, a USS Marblehead (CL-12) 1942. február 4-én a makasszar-szorosi csatában két bombatalálatot és egy közeli becsapódást szenvedett, legénysége 15 tagja meghalt, 84 pedig megsebesült.

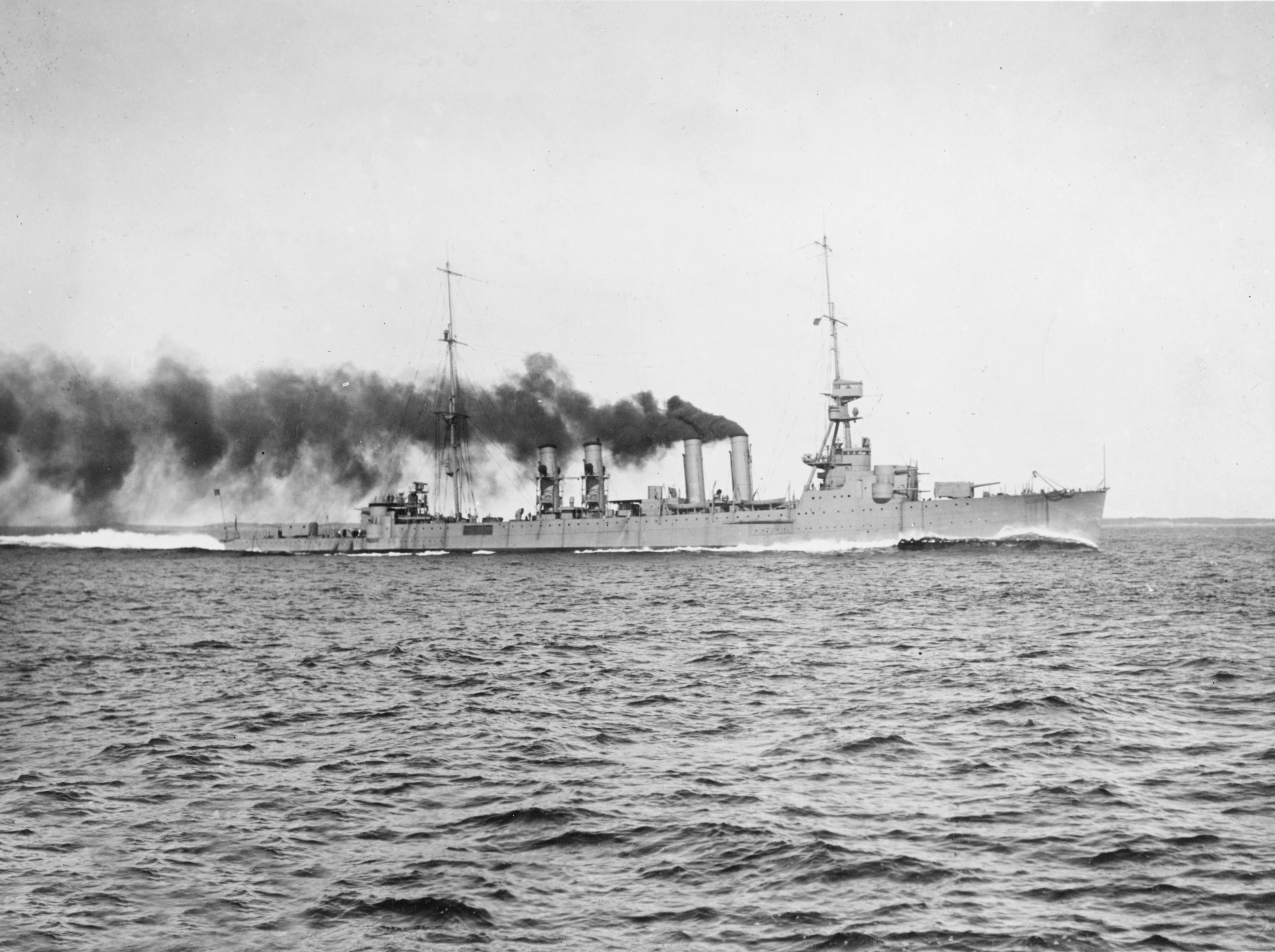
A USS Richmond (CL-9) 1923. május 11-én, teljes sebességű futópróbán.
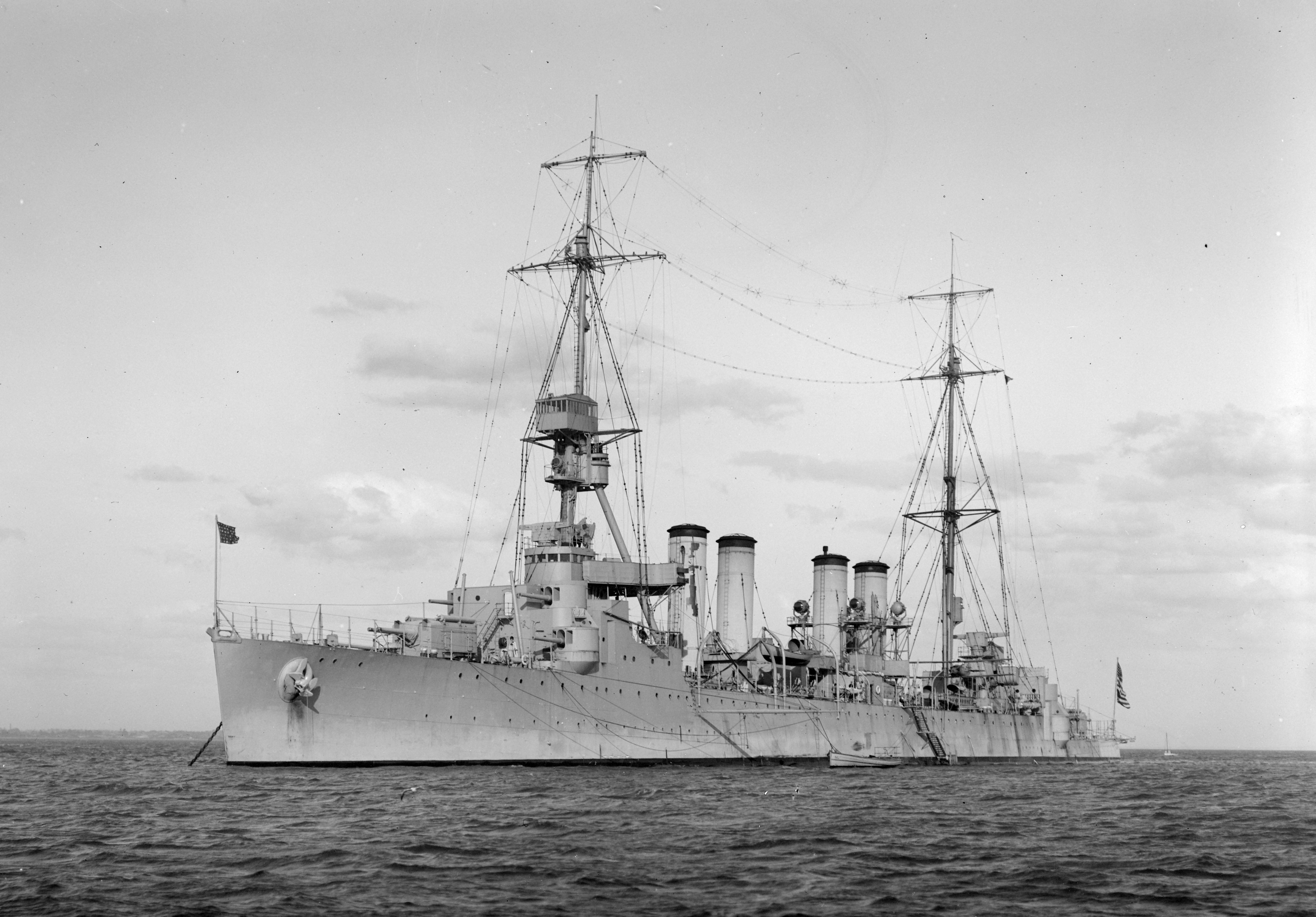
A USS Memphis (CL-13) 1925-ben, még eredeti, kisebb méretű felépítményeivel és magas árbocokkal.
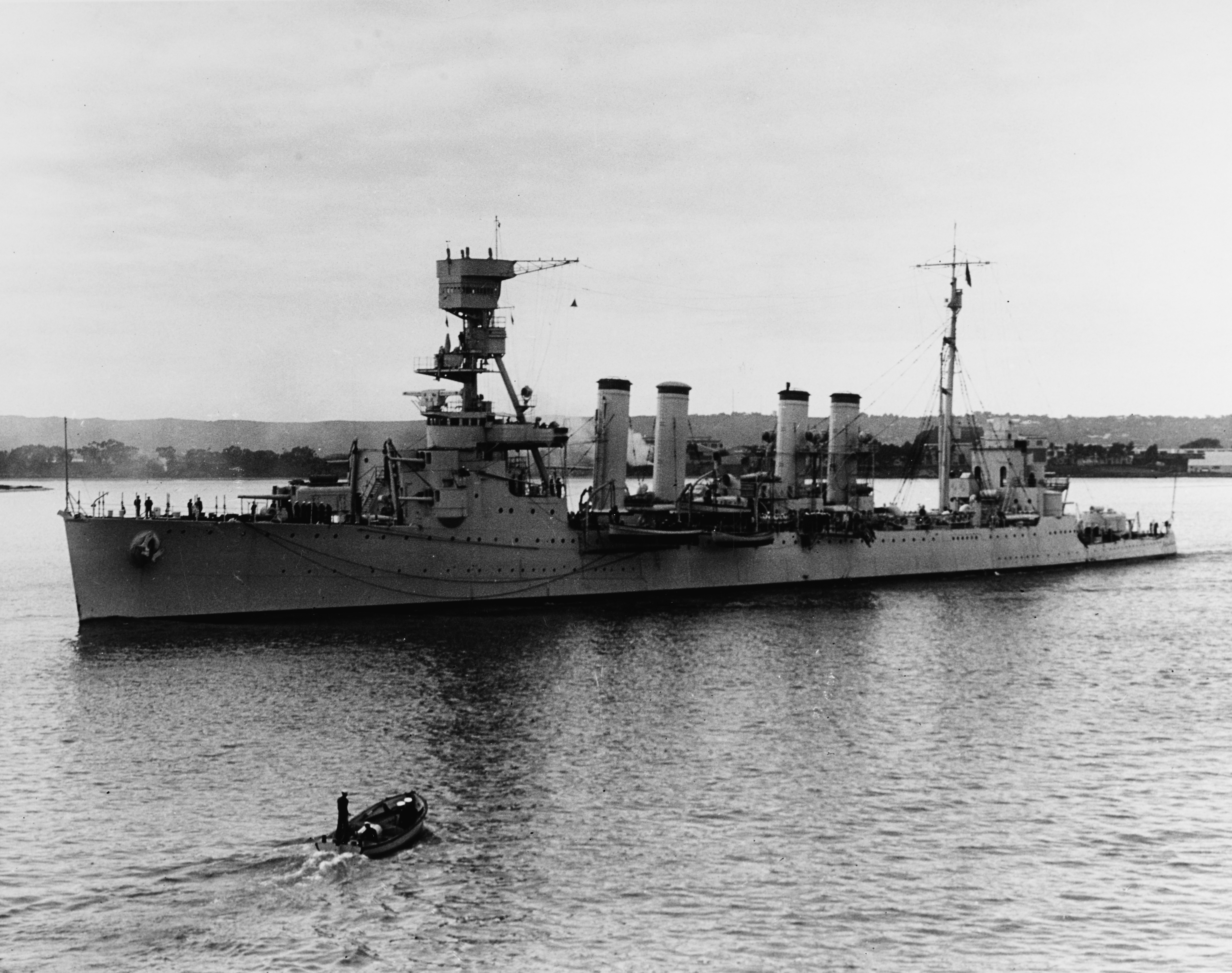
A USS Marblehead (CL-12) már nagyobb méretű felépítményekkel és kisebb árbocokkal 1935-ben.
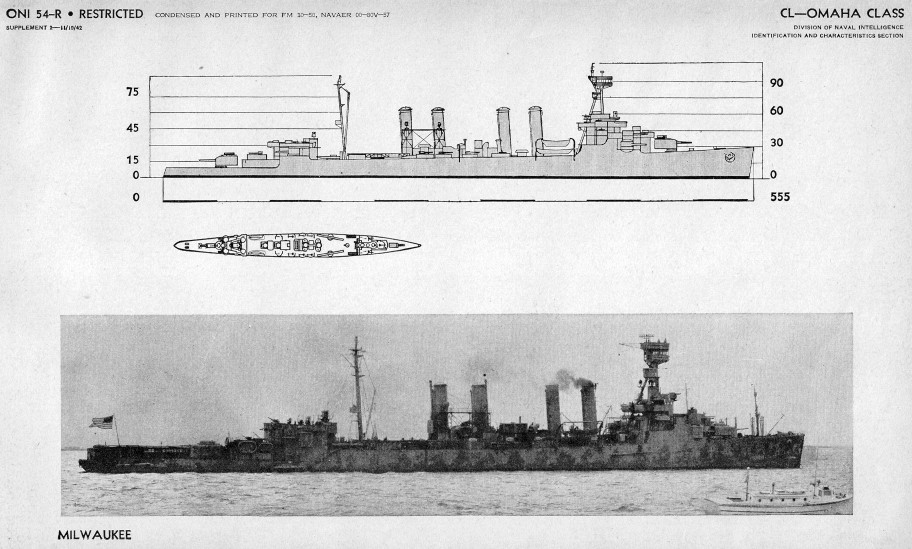
Az Omaha osztály azonosító rajza és a USS Milwaukee (CL-5) fényképe az amerikai haditengerészeti hírszerzés (Office of Naval Intelligence – ONI) típuskönyvéből.
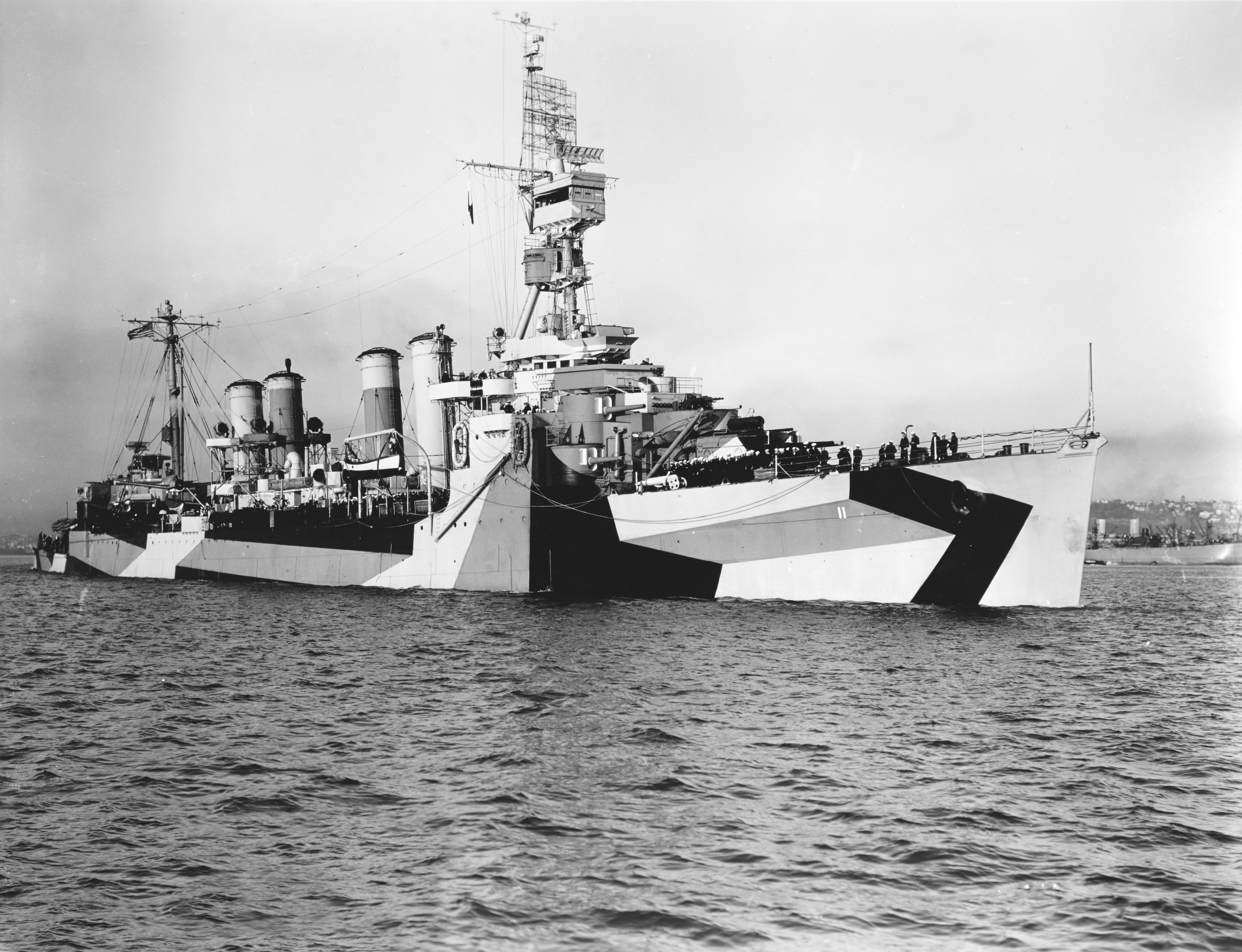
A USS Trenton (CL-11) 1944. augusztus 10-én, jellegzetes II. világháborús álcázófestéssel.

### Fegyverzet

#### Fő fegyverzetː
Az Omaha osztály fő fegyverzetét 12 db (2 x 2 és 8 x 1) 152 mm L/53 Mk 12.14/18 típusú ágyú képezte, mely lövedékének tömege 48 kg. Az ágyúk két kétágyús lövegtoronyban és 8 db egyágyús kazamatában kerültek beépítésre. A fő lövegek közül négynek kétágyús lövegtornyokban való elhelyezése modern, előremutató megoldásnak számított, de 8 db 152 mm-es löveg egyágyús kazamatákban, két 4 ágyús csoportban, a  hajó elejére és tatjára koncentrálva történt beépítése ekkor már erősen elavult elgondolásnak számított.
Eredetileg a fő tüzérséget a fedélzeten, szabadon álló, csak lövegpajzsokkal védett formában kívánták elhelyezni, később a kazamatás rendszer mellett döntöttek, végül ezt egészítették ki a két kétágyús lövegtorony alkalmazásával. Ez a vegyes kazamatás-lövegtornyos megoldás köztes megoldásnak bizonyult a későbbi, csak lövegtornyos fő fegyverzetű cirkálókhoz képest. A 152 mm-es kaliberű fő lövegek elhelyezése olyan módon, hogy mind előre, mind oldalra, mind hátrafelé egyaránt 8 db löveg tudjon egyszerre tüzelni, az I. világháború előtti, avítt taktikai elképzeléseket tükrözte. Pedig éppen az amerikai haditengerészet valósította meg korábban a Suth Carolina osztály dreadnought csatahajóival az ideális, „szupertüzelő” ágyúelrendezést, mely lehetővé tette, hogy az összes fő löveg képes legyen oldalsortüzet leadni.

#### Másodlagos, légvédelmi, torpedó, és aknafegyverzet
Az Omaha osztály másodlagos fegyverzetét 2, majd 1933-1934-től 8 db (4 x 1) 76 mm L/50 Mk 10.18 löveg alkotta, továbbá fel volt szerelve eredetileg 10 db (2 x 3 és 2 x 2) 533 mm-es torpedóvetőcsővel is, de ezek közül 1924-1925-ben a 4 darab alsót párt leszerelték. Eredetileg 224 db aknát és aknarakó berendezést is hordoztak, de 1926-ban ezeket eltávolították róluk. Az Omaha osztály egységeit két katapulttal is ellátták 2 db hidroplán számára.

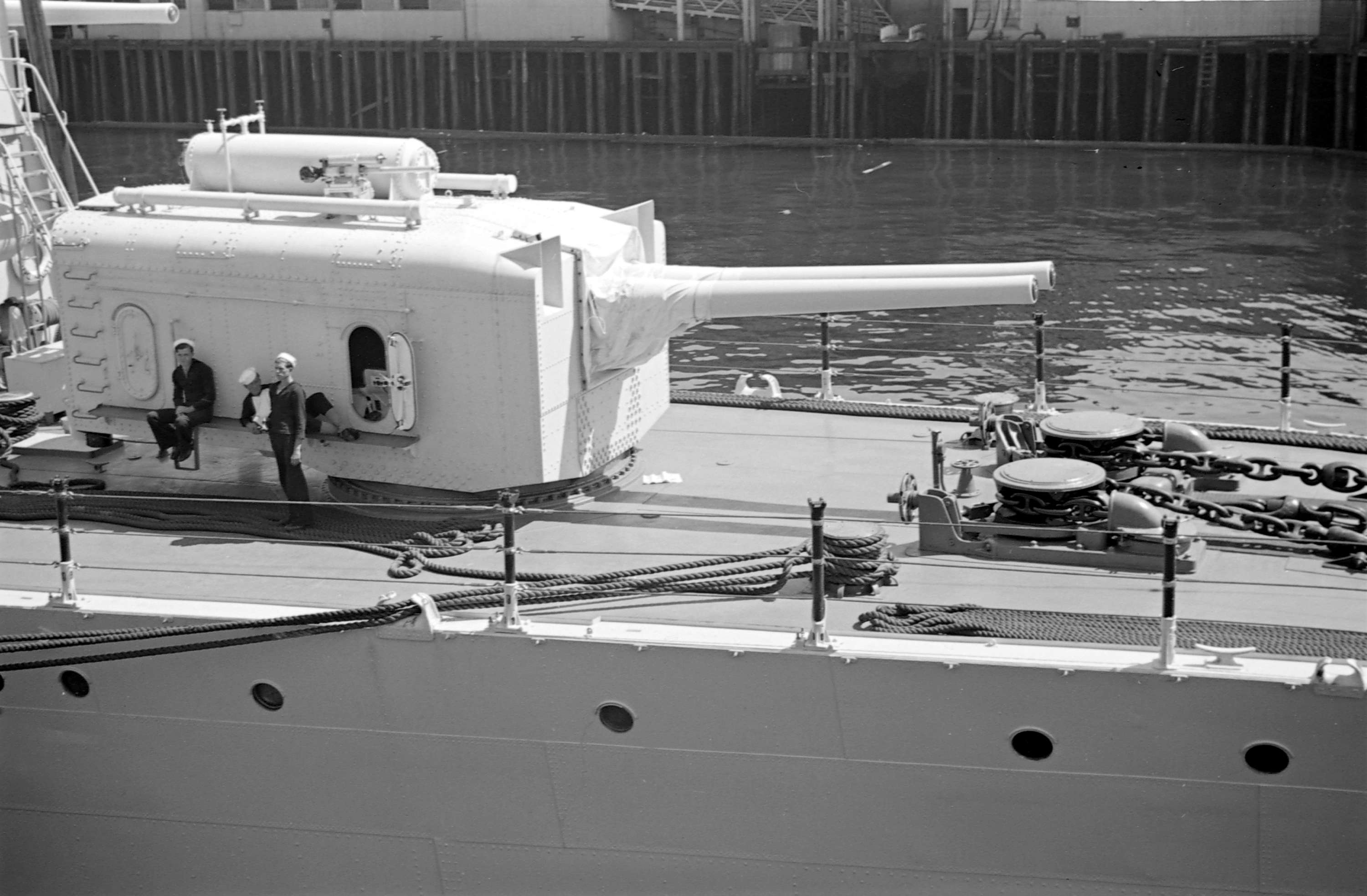
A USS Cincinnati (CL-6) elülső, kétágyús, 152 mm-es lövegtornya.
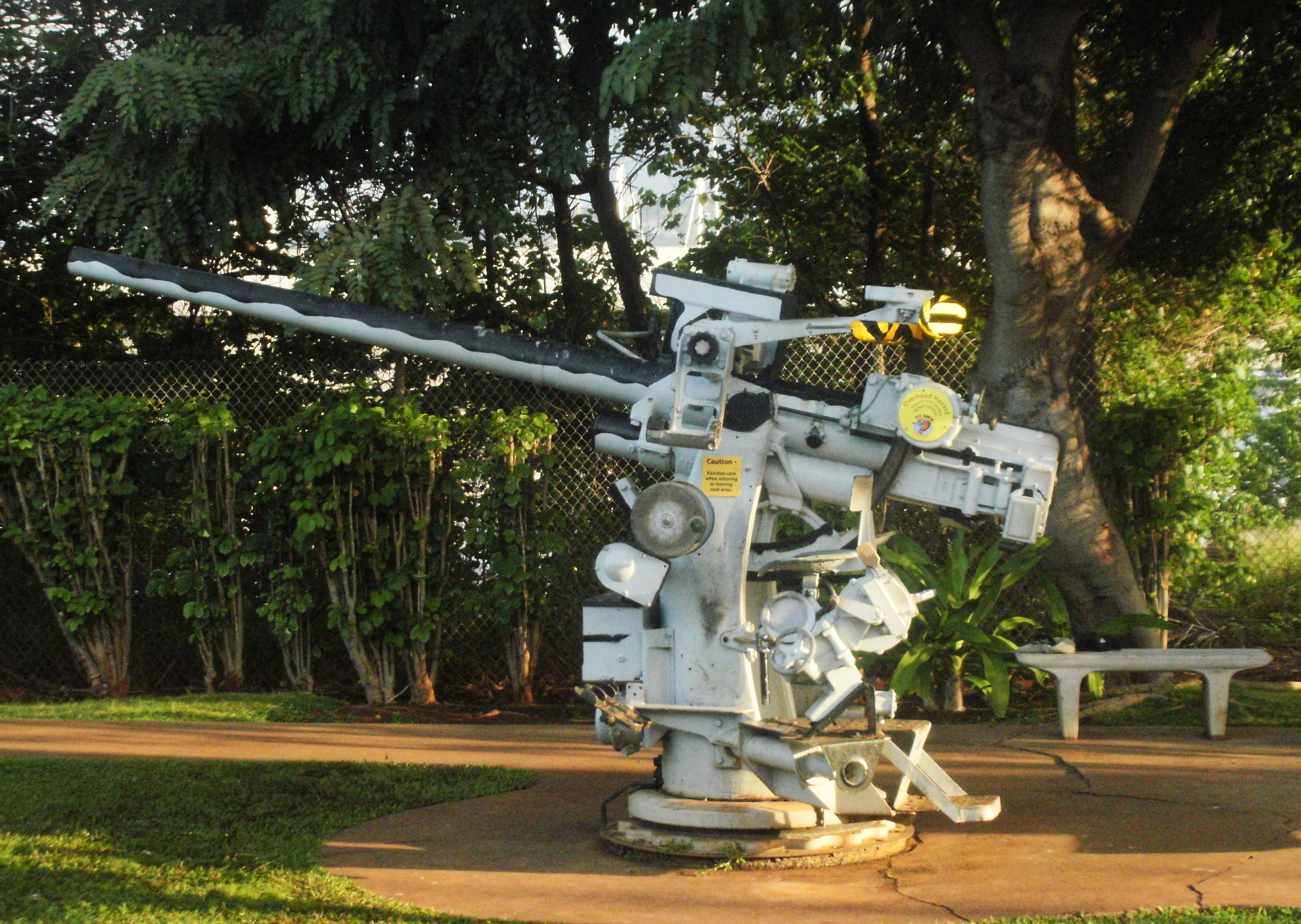
Az Omaha osztály másodlagos fegyverzetét a 76mm L/50 Mk 10.18 löveg képezte.
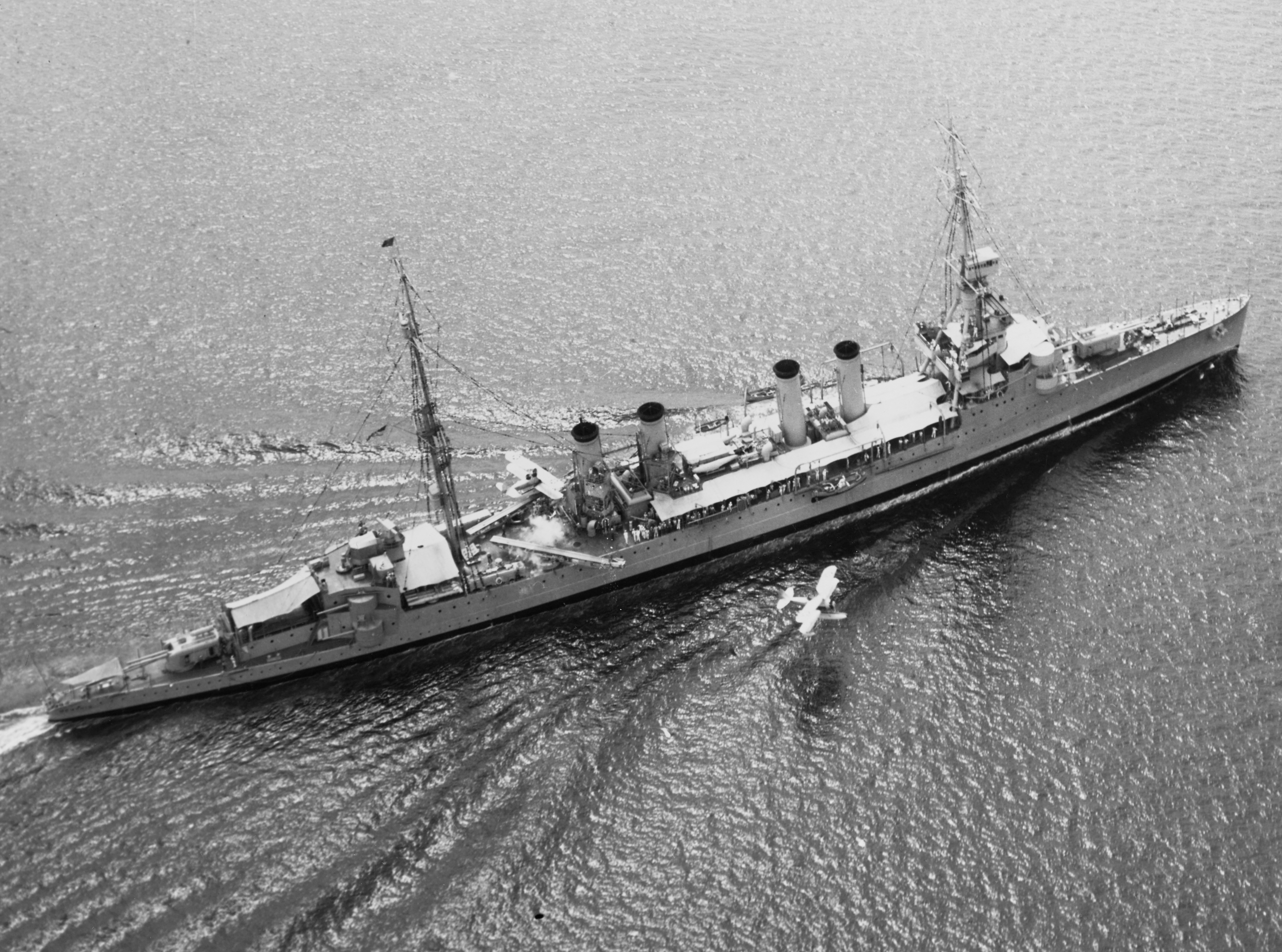
A USS Memphis (CL-13) egy Vought O2U hidroplán indítása közben, 1933-ban.
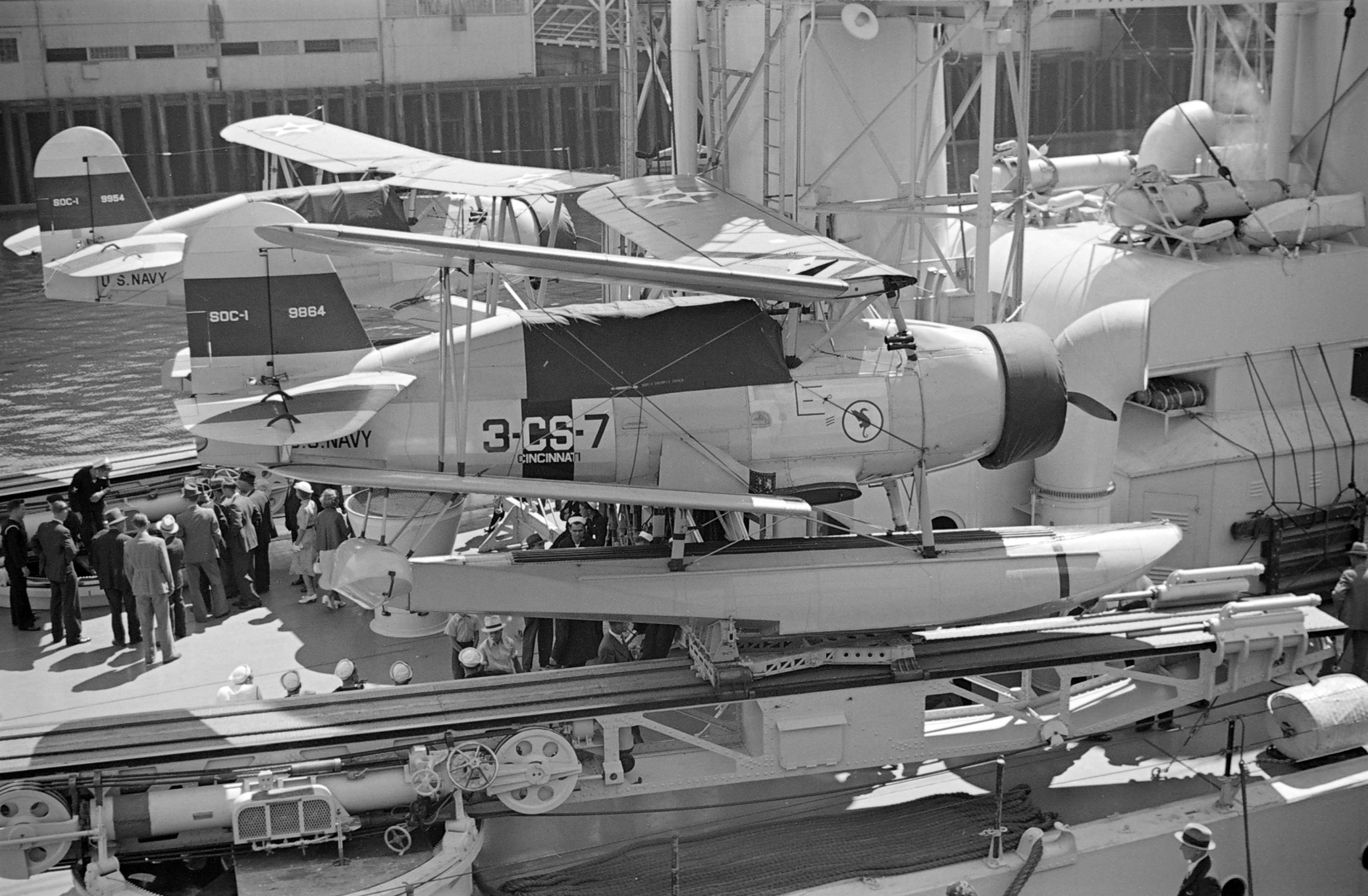
SOC Seagull hidroplánok a USS Cincinnati (CL-6) fedélzetén, 1937-ben.

### Páncélzat, torpedóvédelem
Az Omaha osztály egységei könnyű páncélzatot kaptak, övvértjük 76 mm vastagságú volt, az övpáncélt 38–76 mm-es keresztválaszfalak zárták le, ennek a rendszernek tetején feküdt a 38 mm-es páncélfedélzet, kialakítva a hajó létfontosságú részeit védő páncélozott központi citadellát. A parancsnoki torony harcálláspontja szintén 38 mm-es páncélzatot kapott. A lövegtornyokat és a fő lövegek kazamatáit mindössze 6 mm-es páncéllemez oltalmazta.
Az Omaha osztály kompartmentalizációja (vízmentes terekre osztása) előrelépést jelentett a korábbi amerikai cirkálókhoz képest, de csak a főfedélzet szintje alatt alakítottak ki ilyen rekeszeket, azonban ez a kamrarendszer sem terjedt ki a tatig.

### Hajtómű
Az Omaha osztályt 4 db Westinghouse gőzturbinával és 12 Yarrow kazánnal szerelték fel. A hajtómű teljesítménye 90 000 LE, az üzemanyagtartájai kapacitása pedig 1852 t nyersolaj volt. A hajók csúcssebessége 34-35 csomó, hatótávolságuk 8460 tengeri mérföld volt 10 csomóval.

## Galéria

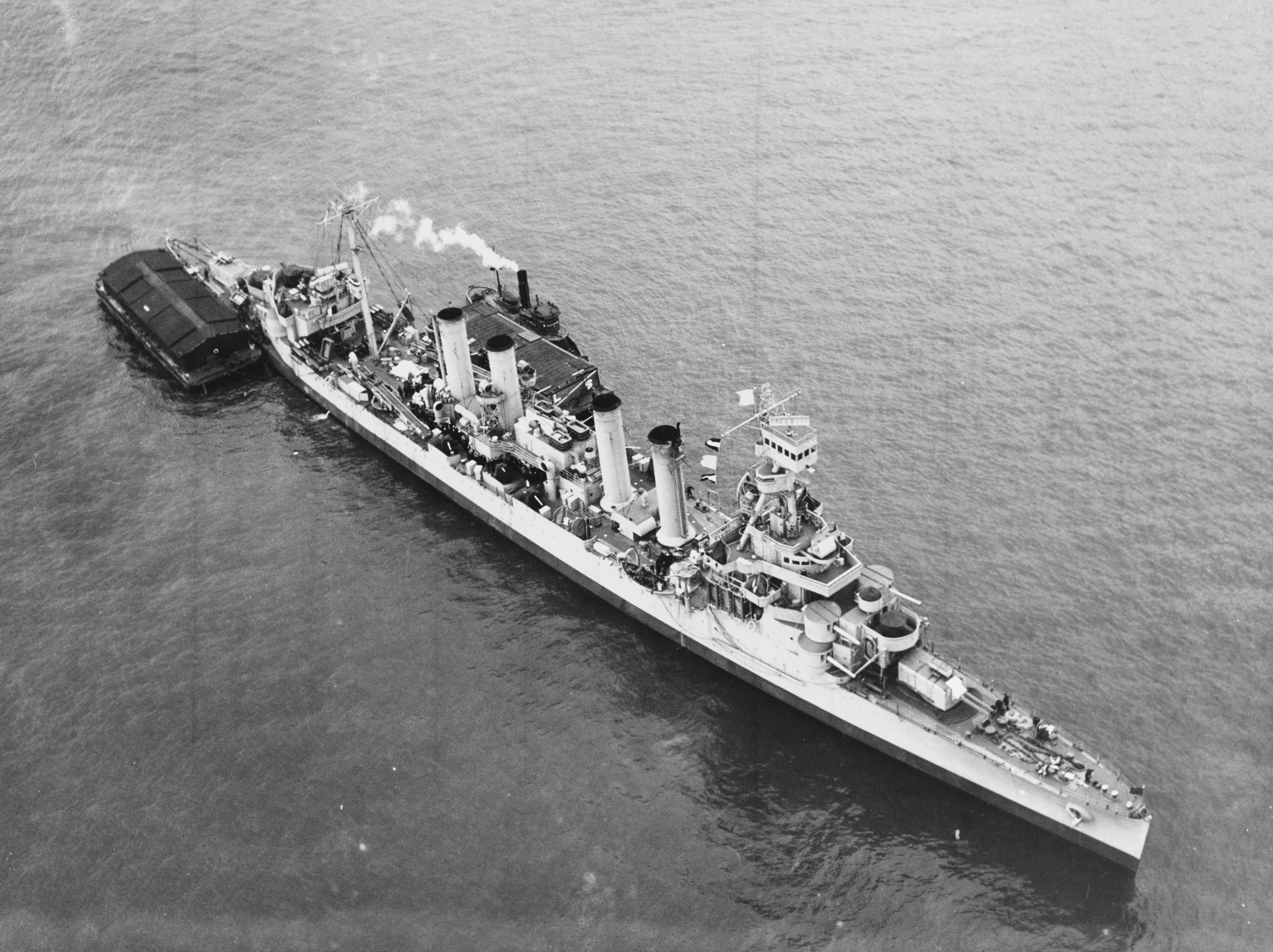
Az osztály névadója, a USS Omaha (CL-4) in New York kikötőjében, 1943. február 10-én.
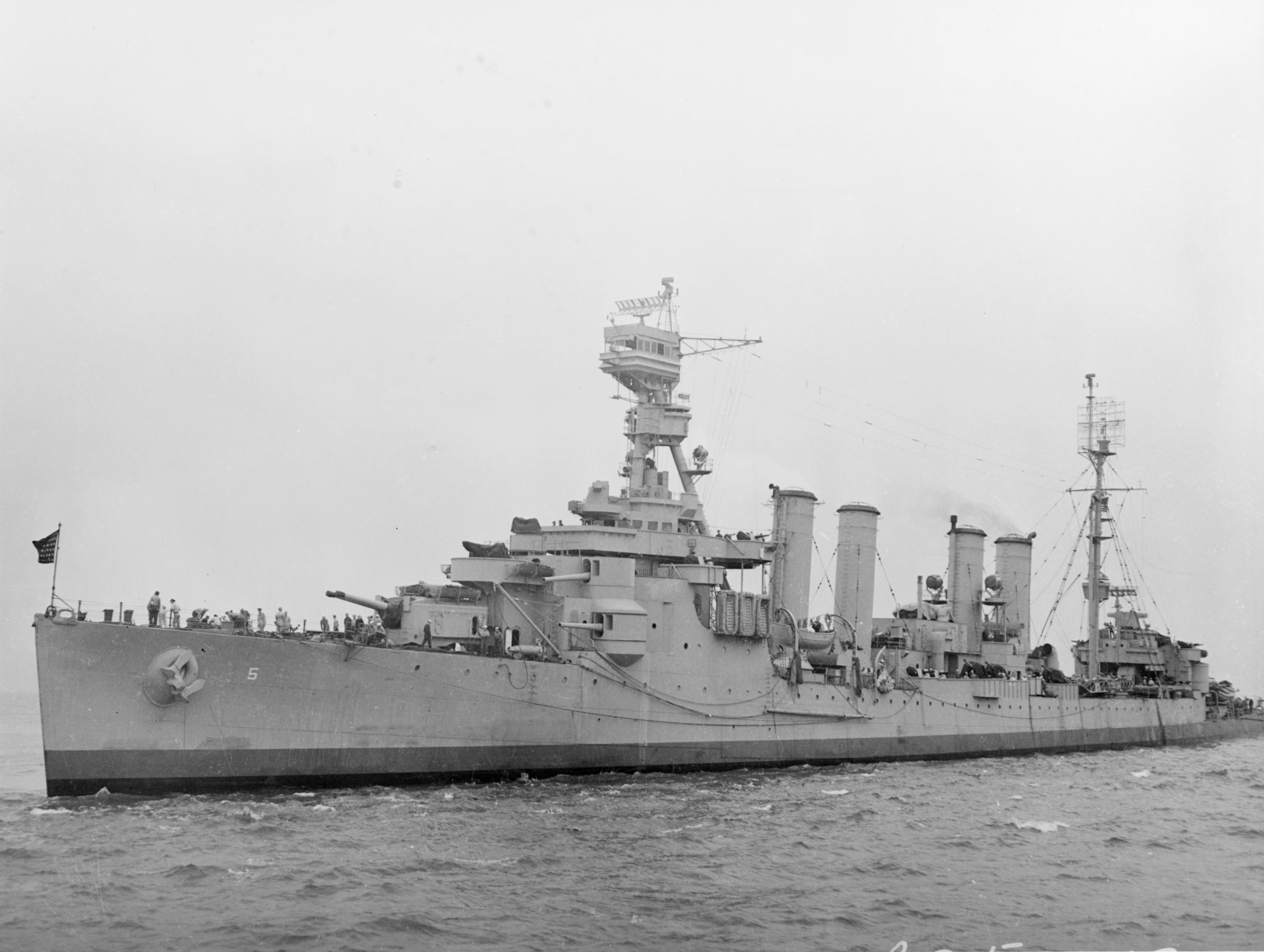
A USS Milwaukee (CL-5) 1943. augusztusában.
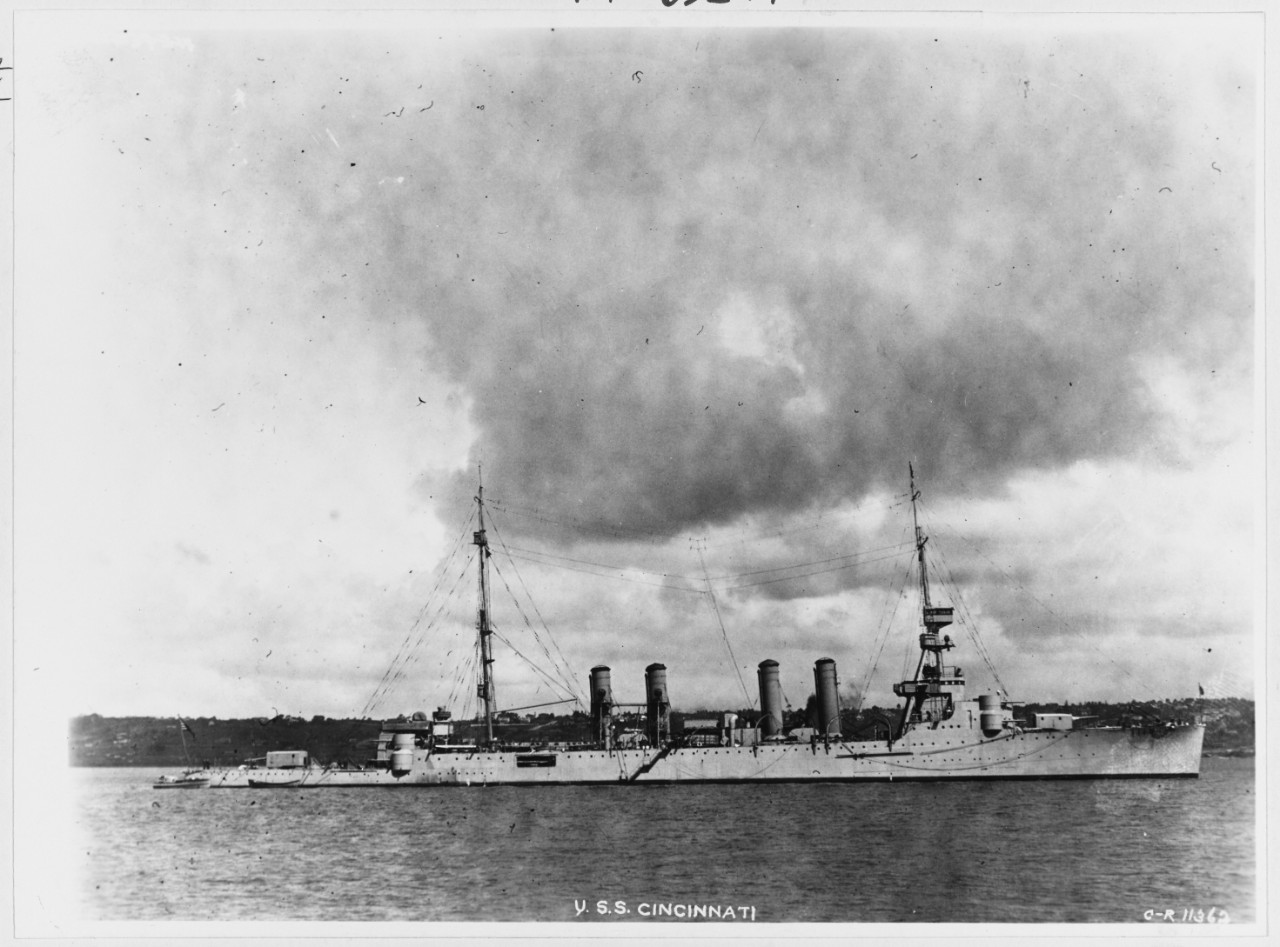
A USS Cincinnati (CL-6) az 1920-as évek derekán.
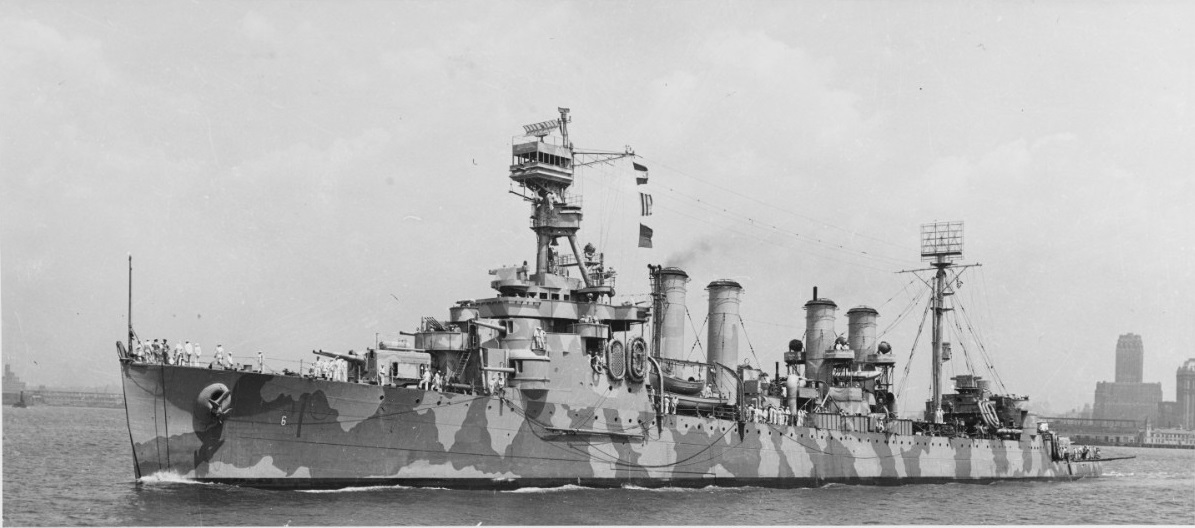
A USS Cincinnati (CL-6) 1941. július 8-án New York kikötőjében.
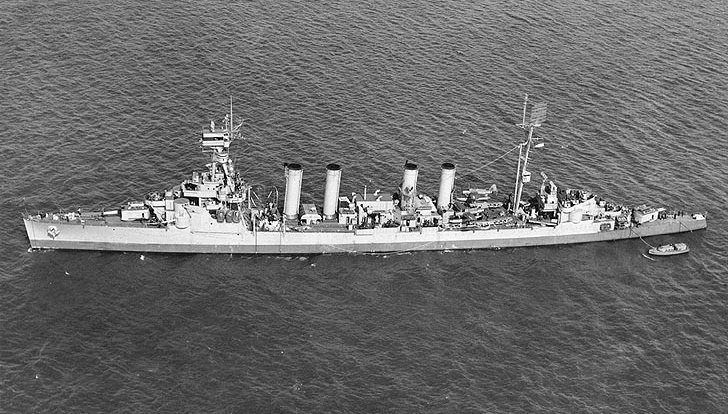
A USS Cincinnati (CL-6) 1944. márciusában.
A USS Raleigh (CL-7) 1929-ben, Stockholmban, jól látható a rendkívül alacsony szabad oldalmagasságú tat.
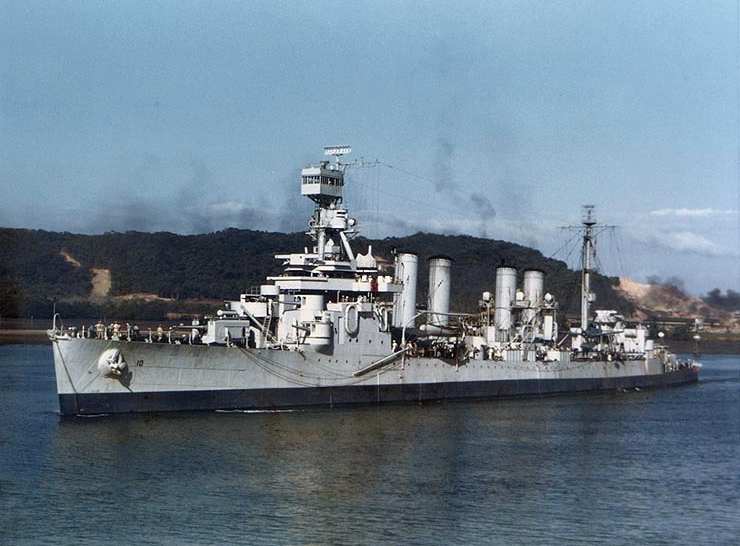
A USS Concord (CL-10) 1943-ban, a Panama-csatornánál.